# Rainn Wilson
Rainn Dietrich Wilson (Seattle (Washington), 20 januari 1966) is een Amerikaans acteur.
Hij is voornamelijk bekend door zijn rol als Dwight Schrute in de Amerikaanse comedyserie The Office. Daarnaast heeft hij ook de hoofdrol in de komische film The Rocker en speelt hij assistent-begrafenisondernemer Arthur Martin in Six Feet Under.

## Werk
Wilson speelde onder andere in de volgende films:
- Galaxy Quest (1999) - Lahnk
- Almost Famous (2000) - David Felton
- America's Sweethearts (2001) - Dave O'Hanlon
- Wheelmen (2002) - Barney
- Full Frontal (2002) - Brain
- BAADASSSSS! (2003) - Bill Harris
- House of 1000 Corpses (2003) - Bill Hudley
- The Life Coach (2005) - Dr. Watson Newmark
- Sahara (2005) - Rudi Gunn
- My Super Ex-Girlfriend (2006) - Vaughn Haige
- The Last Mimzy (2007) - Larry White
- Juno (2007) - Rollo
- The Rocker (2008) - Robert 'Fish' Fishman
- Monsters vs. Aliens (2009) - Gallaxhar (stem)
- Transformers: Revenge of the Fallen (2009) - Professor Colan
- Hesher (2010) - Paul Forney
- Peep World (2010) - Joel
- Super (2010) - Frank D'Arbo / The Crimson Bolt
- The Meg (2018) - Jack Morris
- Star trek Discovery - Harcourt Fenton (Harry) Mudd